# Арханђел Гаврило
Арханђел Гаврило, Гаврил, Габријел или Џибрил (хебр. גַּבְרִיאֵל - „снага Божја“) у аврамским религијама означава слугу и гласника (анђела) Божјег који има дужност да саопштава људима Божје одлуке. Хришћани и муслимани верују да је он прорекао рођење Јована Крститеља и Исуса.
У аврамским религијама, Габријел је арханђел који се појављује у Танаху, Новом завету и Курану.

## Јудаизам
У хебрејској Библији, Габријел се појављује пророку Данилу да би објаснио своје визије (Данило 8:15–26, 9:21–27). Арханђел се такође појављује у Књизи Еноха и другим древним јеврејским списима. Поред арханђела Михаила, Гаврило је описан као анђео чувар Израела, који брани свој народ од анђела других народа. Гаврило се на неким језицима преводи и као „Божја снага“.
Талмудски рабини су тумачили „човека у платну“ као Габријела у Књизи Данила и Књизи Језекиља. У Књизи Данила, Габријел је одговоран за тумачење Данилових визија. Габријелова главна функција у Даниелу је улога откривача, улога коју наставља у каснијој књижевности. У Књизи о Језекиљу, Гаврило је схваћен као анђео који је послат да уништи Јерусалим. Према Јеврејској енциклопедији, Гаврило узима лик човека, и стоји с леве стране Бога. Шимон бен Лакиш (Сирија Палаестина, 3. век) је закључио да су анђеоска имена Михаило, Рафаило и Гаврило изашла из вавилонског изгнанства (Пост. Раб. 48:9). Поред арханђела Михаила, Гаврило је описан као анђео чувар Израела, који брани овај народ од анђела других народа.
У Кабали, Габријел се поистовећује са Јесодовом сефиром. Гаврило такође има истакнуту улогу као један од Божјих арханђела у литератури о Кабали. Тамо је Габријел приказан како ради заједно са Михаилом као део Божјег суда. Гаврилу се не треба молити, јер само Бог може одговорити на молитве и шаље Гаврила као свог агента.
Према јеврејској митологији, у рајском врту постоји стабло живота или „стабло душа“ које цвета и рађа нове душе, које падају у Гаф, Ризницу душа. Гаврило посеже у ризницу и вади прву душу која му дође у руку. Тада Лејла, анђео зачећа, бди над ембрионом док се не роди.

### Међузаветна књижевност
Интертестаментални период (отприлике 200. године пре нове ере – 50. године нове ере) произвео је обиље литературе, од које је велики део апокалиптичке оријентације. Имена и чинови анђела и ђавола су били знатно проширени, и сваки је имао посебне дужности и статус пред Богом.
У 1. Еноху 9:1–3, Габријел је, заједно са Михаилом, Уријелом и Сурилом, „видео много крви како се пролива на земљу“ (9:1) и чуо је како душе људи вичу: „Изнесите наше страдање пред Свевишњег “ (9:3). У 1. Еноху 10:1, одговор је дошао од „Свевишњег, Светог и Великог“ који је послао агенте, укључујући Гаврила—
И Господ је рекао Гаврилу: „Поступи против копилана и безбожника и против деце блудника; и уништи [децу блуда и] децу Стражара међу људима [и натерај их да изађу]: пошаљите их једног на другог да се међусобно униште у борби, јер много дана они имати неће“.— 1 Енох 10:9
Гаврило је пети од пет анђела који бдију: „Гаврило, један од светих анђела, који је над Рајем и змијама и Херувимима“ (1 Енох 20:7).
Када је Енох упитао ко су четири фигуре које је видео:
И рече ми: „Ово је први Михаило, милостиви и дуготрпељиви; а други, који је постављен над свим болестима и свим ранама деце људске, је Рафаило; и трећи, који је постављен над свим силама је Гаврило; а четврти, који је постављен над покајањем у наду оних који наслеђују живот вечни, зове се Фануило. А ово су четири анђела Господара духова и четири гласа која сам чуо тих дана.— Енох 40:9 

## Хришћанско виђење
Јеванђеље по Луки односи се на приче о Благовести, у којима се анђео Гаврило јавља Захарију и Девици Марији, предвиђајући рођење Јована Крститеља, односно Исуса (Лука 1:11–38). Многе хришћанске традиције — укључујући англиканство, источно православље и римокатолицизам — поштују Гаврила као свеца.
Према Библији је Гаврило Божји гласник послан Данилу, Захарији и Марији. Према Новом завету, Гаврило је првосвештенику Захарији јавио о рођењу Јована Крститеља, и сам је о себи рекао: "Ја сам Гаврил што стојим пред Богом" (Лк 1, 19). Такође је саопштио радосну вест Марији да ће родити Исуса Христа и тај празник се слави као Благовести. Неки тврде да је Гаврил јавио и Јоакиму и Ани о рођењу Дјеве Марије, и да је он поучавао Мојсија у пустињи, како да напише књигу Постања.
Према хришћанском учењу, он је један од седам великих анђела (арханђела или серафима) који стоје најближе Богу. На православним иконама се приказује са упаљеним фењером у десној и огледалом од јасписа у левој руци. Православна црква слави га 26. марта по јулијанском, а 8. априла по грегоријанском календару.
Према једном древном гностичком рукопису, Светој књизи Великог невидљивог духа, Гаврило је божанско биће и становник Плероме које је постојало пре Демијурга. Језиди сматрају Гаврила једном од седам мистерија, хептадом којем је Бог поверио свет, а понекад се поистовећује са арханђелом Мелеком Таусом.

## Исламско виђење
Џибрил (арап. جبريل) је исламски назив који одговара хришћанском називу за Гаврила. Џибрил се у исламској традицији често јавља посланицима, почевши од Адема, којег је тешио након његове грешке. Према веровању муслимана, Џибрил је пренео Куран Мухамеду у пећини Хири, на планини Џабал Нур. Сматра се једним од великих мелека (анђела).